# Reginald Gardiner
William Reginald Gardiner, ou simplesmente Reginald Gardiner (Londres, 27 de fevereiro de 1903 - Westwood, 7 de Julho de 1980) foi um ator britânico de cinema e televisão, famoso por seu trabalho ao lado de Charles Chaplin em O Grande Ditador (Gardiner interpretou o comandante Schutz) em 1940. Também fez pequenos trabalhos em filmes como Satã Janta Conosco de 1942, O Sargento Imortal (1943), O Pecado de Cluny Brown de 1946, Fury at Furnace Creek de 1948 e os Heróis de Montezuma de 1950.[carece de fontes?]